# Italycomics
Italycomics è una casa editrice italiana che pubblica fumetti. Fondata nel 2004, si occupa principalmente di adattamenti in italiano di fumetti statunitensi.
Tra le principali serie pubblicate troviamo: la versione a fumetti di un racconto di George R. R. Martin The Hedge Knight; Battle Hymn, Rocketo di Frank Espinosa e il fumetto ispirato al videogioco Street Fighter.
Dal 2009 traduce alcune serie a fumetti edite negli USA da Boom! Studios, tra cui Hero Squared e Planetary Brigade di Giffen e DeMatteis e Irredeemable di Mark Waid, nonché fumetti della Image.
Da settembre 2010 la Italycomics pubblica serie della IDW, fra cui Angel, spin-off di Buffy l'ammazzavampiri.
Da settembre 2011 la Italycomics pubblica A Game of Thrones, un adattamento a fumetti in 24 numeri dell'omonimo romanzo di George R. R. Martin.